# Rodenbachfonds
Le Rodenbachfonds, baptisé du nom du poète flamand d’expression néerlandaise Albrecht Rodenbach, est une association socioculturelle, fondée en 1984.
Parmi les associations du même type, fondées en Flandre depuis le milieu du XIXe siècle, qui, par le moyen de l'éducation populaire, aspiraient à l'émancipation des classes sociales inférieures aux plans moral et matériel, le Rodenbachfonds représente l'aile démocratique du nationalisme flamand.
Sur son site web, le Rodenbachfonds énonce sa mission.  L'association s'y définit comme un fonds culturel qui accorde autant d'attention à la discrimination des Flamands à Bruxelles (la capitale de la Belgique) qu'au désir de liberté et de souveraineté des autres nations.  L'identification à une identité flamande s'insère dans un cadre démocratique et s'accompagne d'une attitude d'ouverture sur le monde.  En outre, l'association souhaite présenter les aspirations démocratiques à la liberté de la Flandre comme un modèle positif.

## Source
- (en) Cet article est partiellement ou en totalité issu de l’article de Wikipédia en anglais intitulé « Rodenbachfonds » (voir la liste des auteurs).